# Instituto Bethania
El Instituto Bethania, también conocido como Congregación de las Hermanas de Bethania, Consoladoras de la Virgen Dolorosa, es una congregación religiosa católica femenina, fundada por la religiosa guatemalteca Dolores de María Zea Fernández y la salvadoreña María de la Cruz Pinto, en la ciudad de Santa Tecla (El Salvador), en 1928. A las religiosas de este instituto se les conoce como hermanas de Bethania y posponen a sus nombres las siglas H.B.C.V.D.

## Historia
El instituto Bethania fue fundado por la religiosa guatemalteca Dolores de María Zea Fernández, luego de que en 1924, junto a María de la Cruz Pinto, visitara la Santa Sede con la intención de dar vida a una nueva congregación religiosa en la localidad de Santa Tecla, El Salvador, con el fin de dedicarse a la educación de la juventud. La Santa Sede aprobó el proyecto de las religiosas el 16 de noviembre de 1927, y el 20 de enero de 1928 dio origen a la primera comunidad, con la aprobación diocesana del arzobispo de San Salvador, José Alfonso Belloso y Sánchez.

## Organización
La Congregación de Hermanas de Bethania Consoladoras de la Virgen Dolorosa es un instituto religioso de derecho pontificio y centralizado, cuyo gobierno general es ejercido por la Madre general, coadyuvada por su Consejo. La casa general se encuentra en Ciudad de Guatemala.
Las hermanas de Bethania se dedican a la formación y educación cristiana de la juventud. En 2015, el instituto contaba con unas 145 religiosas distribuidas en 25 comunidades, presentes en Bolivia, Colombia, El Salvador, Estados Unidos, Guatemala, México y Venezuela.